# Codex Laudianus
Codex Laudianus Лауди рукопис, означаван са Ea или 08 (Gregory-Aland), је рукопис Новог завета, написан на грчком и латинском језику, а датира са почетка 6. века. Овај рукопис западног типа је написан на пергаменту, димензија 27×22 цм.

## Опис
Рукопис садржи Дела апостолска.
Кодекс се чува у Bodleian Library (Laud. Gr. 35) у Оксфорду.